# Groene grondstof
Groene grondstoffen zijn stoffen die op basis van planten en op een duurzame wijze geproduceerd zijn en als grondstof gebruikt kunnen worden door de industrie. De stoffen zijn vaak een alternatief voor het gebruik van aardolie. Omdat planten dankzij fotosynthese ieder jaar opnieuw grondstoffen kunnen produceren, zijn groene grondstoffen, in tegenstelling tot producten uit de aardolieindustrie, hernieuwbaar.